# ヘモグロビン (映画)
『ヘモグロビン』（Bleeders）は、1997年に制作されたカナダ・アメリカ合衆国のホラー映画。ハワード・フィリップス・ラヴクラフトの怪奇小説『潜み棲む恐怖』（The Lurking Fear）を映画化したものである。2014年にWHDジャパンによって発売されたアメリカ公開版を基にしたDVDの邦題は『ブレーダーズ クライチカ』、2023年に有限会社フォワードによって発売されたアメリカ公開版を基にVHS版日本語吹替音声を収録したDVDの邦題は『H・P・ラヴクラフト 潜み棲む恐怖』。

## ストーリー
16世紀半ば、オランダの貴族ヴァン・ダム一族は、近親相姦や快楽主義などの悪評から祖国を追われ、アメリカのニューイングランドにある島へと移住した。一族は島を見下ろす崖の上に城を建て、世俗との交わりを絶っていた。ある日その城が火事になり、一族は全滅したかに思われたが、実際は光への極端なアレルギーから地中へと逃げ、墓場に埋葬された死体を食べて生き延びていた。また、近親相姦を繰り返した結果、一族は怪物じみた姿になっていく。
それから75年後のある日、土地開発と葬儀屋のバード・ゴードン夫人の墓場が郡当局の強制捜査を受け、ヴァン・ダム一族の墓地へ移動するために棺桶が掘り起こされた。ゴードン夫人の墓場にあった死体をあてにしていた彼らは食糧難に陥り、生きている人間に狙いを変える。
一方、光アレルギーと原因不明の重度の敗血症に苦しむ青年ジョン・ストラウスは、自分の先祖がこの島の出身であるという事を知り、病気の原因を突き止めるため、妻キャスリーンとともに現地を訪れる。
住民の男性のほとんどが遠洋漁業を立てており、島にはほとんど年寄りや女子供だけしかいなかった。
島に着くやいなや発作に襲われたジョンは、地元の医師マーロウの治療を受ける。ジョンの血液を採取したマーロウは、彼の赤血球に見られる異常と彼の左右の色が異なる特徴的な瞳が、75年前の城の大火事で滅んだヴァン・ダム一族の胎児のホルマリン漬けのものと同じである事に気付く。
その夜、ゴードン夫妻の一人娘で、ストラウス夫妻が宿泊するホテルを経営しているアリスは、ヴァン・ダム一族の墓地を訪れたところ、一族の者が棺桶から死体を盗む現場を目撃し、地中へ引きずり込まれてしまう。
翌日、ストラウス夫妻はゴードン夫人の道案内で一族が住んでいた城を訪れる。城の管理者にして、かつてヴァン・ダム一族の使用人で看護師だった老女レクシーから一族の秘密と自分が75年前の大火事で唯一生き残った赤ん坊の子孫である事を聞かされる。その直後、レクシーが一族の者に殺され、ゴードン夫人も娘が消息を絶った墓場で一族の者に襲われる。
その後、住民たちを襲った個体が船のスクリューに巻き込まれて死に、その死体を検死したマーロウ医師は怪物の正体を突き止める。その後、医師は墓場で遊んでいた少女が引きずり込まれた穴をたどり、大量の白骨死体に加え、少女やゴードン母子の遺体を見つけ、さらには一族の者たちに遭遇する。
やがて島に近づいた嵐の影響で通信網が使えなくなり、孤立状態となった人々は照明器具や武器になりそうな物を手に灯台へと避難する。一方、ジョンはマーロウ医師から一族の胎児のホルマリン漬けをもらって食べ、元気を取り戻す。
落雷によって灯台が停電した上、集まってきた怪物たちがキャスリーンや一部の住民をさらって地下まで移動する。一族に戻ることを決意したジョンはキャスリーンにここから出ていくように告げる。拒否するキャスリーンに対し、ジョンは近くにいた子供を殺し、怪物たちとともに食べる。キャスリーンはマーロウ医師につれられる形で地上へと脱出する。
その後、一族に加わったジョンは、地下道にて双子の姉と再会する。

## キャスト
※括弧内は日本語吹替（VHS版）
- マーロウ医師 - ルトガー・ハウアー（有本欽隆）
- ジョン・ストラウス - ロイ・デュピュイ（宮本充）
- キャスリーン・ストラウス - クリスティン・リーマン（日野由利加）
- レクシー - ジャッキー・バロウズ（京田尚子）
- ハンク・ゴードン - ジョン・ダン＝ヒル（宝亀克寿）
- バード・ゴードン - ジョアンナ・ノイズ（磯辺万沙子）
- アリス・ゴードン - ジャニーン・テリオー